# Баррі Нельсон
Баррі Нельсон (англ. Barry Nelson; 16 квітня 1917, Сан-Франциско — 7 квітня 2007, Округ Бакс ) — американський актор, який першим зіграв таємного агента Яна Флемінга Джеймса Бонда.

## Фільмографія
- 1941 — Shadow of the Thin Man — Paul Clark
- 1942 — Джонні Ігер / Johnny Eager — Лью Ренкін
- 1942 — Dr. Kildare's Victory — Samuel Z. Cutter
- 1943 — The Human Comedy — Fat, first soldier
- 1943 — Bataan — F.X. Matowski
- 1943 — Хлопець на ім'я Джо / англ. A Guy Named Joe — Dick Rumney
- 1951 — The Man with My Face — Charles «Chick» Graham/Albert «Bert» Rand
- 1954 — Казино Рояль / Casino Royale — Джеймс Бонд
- 1970 — Аеропорт / Airport — Енсон Харріс, командир екіпажу рейсу 002
- 1972 — Pete 'n' Tillie — Burt
- 1980 — Сяйво / The Shining — Стюарт Улльман